# Пиаджине
Пиаджѝне (на италиански: Piaggine) е село и община в Южна Италия, провинция Салерно, регион Кампания. Разположено е на 630 m надморска височина. Населението на общината е 1478 души (към 2010 г.).